# Linyphantes nehalem
Linyphantes nehalem là một loài nhện trong họ Linyphiidae.
Loài này thuộc chi Linyphantes. Linyphantes nehalem được Ralph Vary Chamberlin & Wilton Ivie miêu tả năm 1942.